# Héctor Albadalejo
Héctor Albadalejo Blázquez (Barcellona, 20 novembre 1982) è un giocatore di calcio a 5 spagnolo.

## Carriera
Cresciuto nel calcio a 11, passa al calcio a 5 a 18 anni. Negli ultimi anni ha raggiunto la notorietà livello internazionale, grazie ai molti gol segnati nel secondo e primo livello del campionato spagnolo e partecipando nel 2010 al Four Nations Cup con la Nazionale spagnola. Nell'estate del 2011 giunge in Italia nelle file dell'Acqua & Sapone Marina con cui vince nella prima stagione la classifica marcatori della Serie A ex aequo con Adriano Foglia. Anche nelle due stagioni successive mantiene un'elevata media realizzativa, andando in gol 19 volte nella stagione 2012-13 e 21 in quella 2013-14, giocata con la maglia della Lazio. Nell'estate 2014, proprio per le spiccate doti offensive che possiede, viene notato e acquistato dalla Luparense per sostituire Alex Merlim, ritornato temporaneamente in Brasile per motivi familiari. L'avventura con i veneti, tuttavia dura però pochi mesi, perché nel dicembre 2014 si trasferisce ai belgi dell'Halle Gooik dove disputa la seconda parte della stagione. Conclusasi quest'esperienza, torna in Italia e il 10 luglio 2015, si trasferisce a titolo definitivo all'ambizioso Real Rieti di patron Pietropaoli.

## Palmarès

### Club
- Winter Cup: 1

Real Rieti: 2015-16
- Campionato di Serie A2: 1

PesaroFano: 2016-17 (girone A)
- Coppa Italia di Serie A2: 1

PesaroFano: 2016-17

### Individuale
- Capocannoniere della Serie A: 1

2011-12 (28 reti)